# 圣马丹德卡斯蒂永
圣马丹德卡斯蒂永（法語：Saint-Martin-de-Castillon，法語發音：[sɛ̃ maʁtɛ̃ də kastijɔ̃]）是法国普罗旺斯-阿尔卑斯-蓝色海岸大区沃克吕兹省的一个市镇，属于阿普特区。

## 地理
圣马丹德卡斯蒂永（43°51'34"N, 5°30'42"E）面积38.21 平方千米，位于法国普罗旺斯-阿尔卑斯-蓝色海岸大区沃克吕兹省，该省份为法国东南部内陆省份，北起德龙省，西北接阿尔代什省，西接加尔省，南至罗讷河口省，东南角与瓦尔省接壤，东临上普罗旺斯阿尔卑斯省。
与圣马丹德卡斯蒂永接壤的市镇（或旧市镇、城区）包括：吕贝龙山区塞雷斯特、卡布里耶尔代格、卡斯讷沃、卡斯泰莱、拉莫特代格、佩潘代格、赛尼翁、维安。

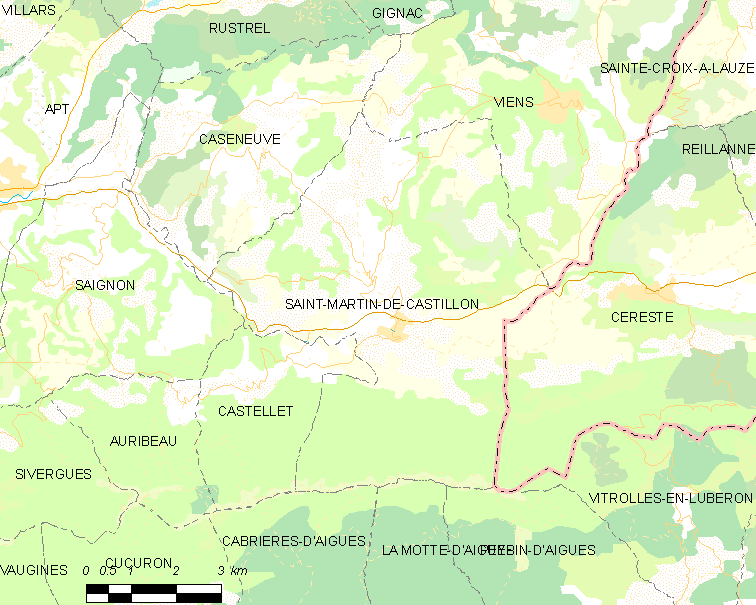
圣马丹德卡斯蒂永的OSM定位图

圣马丹德卡斯蒂永的时区为UTC+01:00、UTC+02:00（夏令时）。

## 行政
圣马丹德卡斯蒂永的邮政编码为84750，INSEE市镇编码为84112。

## 政治
圣马丹德卡斯蒂永所属的省级选区为阿普特县。

## 人口

1962-2008年间圣马丹德卡斯蒂永人口变化图示

圣马丹德卡斯蒂永于2022年1月1日时的人口数量为695人。